# Crislan
Crislan Henrique da Silva de Sousa (ur. 13 marca 1992 w Teresina) – brazylijski piłkarz występujący na pozycji napastnika.

## Kariera piłkarska
Od 2013 roku występował w Athletico Paranaense, Boa Esporte, Náutico, Penapolense, SC Braga, CD Tondela i Vegalta Sendai.